# Un si bel enfer
Un si bel enfer est un roman policier de "médecine-fiction", destiné aux jeunes de 12 ans et plus, publié par le romancier québécois Louis Émond en 1993.
En 2009, l'auteur apporte à son livre un important travail de réécriture, et une deuxième édition de Un si bel enfer voit le jour, toujours aux Éditions Pierre Tisseyre.
La couverture de la première édition est illustrée par Jocelyne Bouchard, et la seconde par Catherine Gauthier.